# Associazione Calcio Novara 1977-1978
Questa pagina raccoglie le informazioni riguardanti l'Associazione Calcio Novara nelle competizioni ufficiali della stagione 1977-1978.

## Divise
| 1ª divisa | 2ª divisa |

## Rosa
| N. |                   | Ruolo | Calciatore         |
| -- | ----------------- | ----- | ------------------ |
|    | Italia (bandiera) | A     | Roberto Bacchin    |
|    | Italia (bandiera) | P     | Giancarlo Boldini  |
|    | Italia (bandiera) | D     | Antonio Brustia    |
|    | Italia (bandiera) | D     | Tiziano Cavallari  |
|    | Italia (bandiera) | D     | Mariano Fabris     |
|    | Italia (bandiera) | C     | Sergio Ferrari     |
|    | Italia (bandiera) | A     | Luigi Giannini     |
|    | Italia (bandiera) | A     | Giuseppe Giavardi  |
|    | Italia (bandiera) | C     | Giancarlo Guidetti |
|    | Italia (bandiera) | A     | Carlo Jacomuzzi    |
|    | Italia (bandiera) | D     | Cesare Lassini     |

| N. |                   | Ruolo | Calciatore         |
| -- | ----------------- | ----- | ------------------ |
|    | Italia (bandiera) | C     | Giovanni Lodetti   |
|    | Italia (bandiera) | P     | Giorgio Nasuelli   |
|    | Italia (bandiera) | A     | Claudio Piccinetti |
|    | Italia (bandiera) | A     | Giovanni Toschi    |
|    | Italia (bandiera) | D     | Massimo Venturini  |
|    | Italia (bandiera) | D     | Antonio Veschetti  |
|    | Italia (bandiera) | C     | Enzo Vogliotti     |
|    | Italia (bandiera) | C     | Sergio Vriz        |
|    | Italia (bandiera) | C     | Severino Zanotti   |
|    | Italia (bandiera) | D     | Benito Zanutto     |